# Collegio uninominale Lombardia 1 - 09 (2017)
Il collegio elettorale uninominale Lombardia 1 - 09 è stato un collegio elettorale uninominale della Repubblica Italiana per l'elezione della Camera tra il 2017 ed il 2022.

## Territorio
Come previsto dalla legge elettorale italiana del 2017, il collegio era stato definito tramite decreto legislativo all'interno della circoscrizione Lombardia 1.
Era formato da parte del territorio del comune di Milano ovvero le zone settentrionali (Niguarda, Bicocca, Viale Monza) e dai comuni di Bresso e Sesto San Giovanni nella città metropolitana di Milano.
Il collegio era parte del collegio plurinominale Lombardia 1 - 02.

## Eletti
| Elezione | Elezione | Deputato          | Gruppo parlamentare                 |
| -------- | -------- | ----------------- | ----------------------------------- |
|          | 2018     | Guido Della Frera | Forza Italia                        |
|          | 2021     | Guido Della Frera | Misto-Cambiamo!-Popolo Protagonista |

## Dati elettorali

### XVIII legislatura
Come previsto dalla legge elettorale, 232 deputati erano eletti con sistema a maggioranza relativa in altrettanti collegi uninominali a turno unico.
| Candidati              | Candidati                   | Voti    | %     | Liste                           | Voti    | %     |
| ---------------------- | --------------------------- | ------- | ----- | ------------------------------- | ------- | ----- |
|                        | Guido Della Frera ✔️ Eletto | 45 319  | 37,76 | Lega                            | 22 909  | 19,09 |
| Forza Italia           | Guido Della Frera ✔️ Eletto | 45 319  | 37,76 | 16 658                          | 13,88   |       |
| Fratelli d'Italia      | Guido Della Frera ✔️ Eletto | 45 319  | 37,76 | 4 389                           | 3,66    |       |
| Noi con l'Italia - UDC | Guido Della Frera ✔️ Eletto | 45 319  | 37,76 | 1 363                           | 1,14    |       |
|                        | Sara Valmaggi               | 36 176  | 30,15 | Partito Democratico             | 29 593  | 24,66 |
| +Europa                | Sara Valmaggi               | 36 176  | 30,15 | 5 300                           | 4,42    |       |
| Italia Europa Insieme  | Sara Valmaggi               | 36 176  | 30,15 | 837                             | 0,70    |       |
| Civica Popolare        | Sara Valmaggi               | 36 176  | 30,15 | 446                             | 0,37    |       |
|                        | Stefano Buffagni            | 28 933  | 24,11 | Movimento 5 Stelle              | 28 933  | 24,11 |
|                        | Daniele Farina              | 5 637   | 4,70  | Liberi e Uguali                 | 5 637   | 4,70  |
|                        | Alessandra Barbanti         | 1 602   | 1,33  | Potere al Popolo!               | 1 602   | 1,33  |
|                        | Giacinto Carriero           | 1 052   | 0,88  | CasaPound                       | 1 052   | 0,88  |
|                        | Maria Rosaria Agrimi        | 483     | 0,40  | Il Popolo della Famiglia        | 483     | 0,40  |
|                        | Claudio Bellotti            | 367     | 0,31  | Per una Sinistra Rivoluzionaria | 367     | 0,31  |
|                        | Marco Rizzo                 | 316     | 0,26  | 10 Volte Meglio                 | 316     | 0,26  |
|                        | Alessia Arigò               | 120     | 0,10  | PRI - ALA                       | 120     | 0,10  |
| Totale                 | Totale                      | 120 005 | 100   |                                 | 120 005 | 100   |
|                        |                             |         |       |                                 |         |       |
| Voti non validi        | Voti non validi             | 2 972   | 2,42  |                                 |         |       |
| Votanti                | Votanti                     | 122 977 | 73,99 |                                 |         |       |
| Elettori               | Elettori                    | 166 207 |       |                                 |         |       |